# Yamel Romero Peralta
Yamel Deyson Romero Peralta (Arequipa, 9 de julio de 1962) es un ingeniero agrónomo, empresario y político peruano. Fue alcalde de la ciudad de Arequipa.

## Biografía
Yamel Romero es hijo del hacendado Jaime Romero Bustinza y de Gayda Peralta Vizcarra  (una pequeña empresaria en prendas de vestir). Hizo sus estudios primarios y secundarios en el Colegio Peruano Alemán Max Uhle de Arequipa.
Realizó sus estudios universitarios en la Universidad Nacional de San Agustín, obteniendo el título de Ingeniero en Agrónomia. Posteriormente obtiene el grado de máster en Management y Gestión del Cambio por la Universidad de Alcalá y Gerencia en Gestión Pública en el Instituto Nacional de Administración Pública INAP en España. 
En el año de 1992 contrae matrimonio con Katia Cáceres (actualmente divorciado), con quien tiene un hijo: Yamel Rodrigo. 
Desde 1998 es Gerente General de Agropecuaria Istarata SRL (agroindustrial y comercializadora de productos agropecuarios y maquinaria agrícola). Ese mismo año, en un Congreso Agrario realizado en Arequipa, fue elegido Presidente de la Sociedad Agropecuaria del Sur. Fundador de la Convención del Agro Peruano, CONVEAGRO. En 1999 fue fundador del frente Amplio Cívico de Arequipa, FACA, a través del cual luchó por la recuperación de la democracia en el gobierno de Alberto fujumori. Participó en la protesta de junio del año 2002 llamado el "Arequipazo" declarándose en huelga de hambre con varios agricultores.
En el año 2006 como alcalde de Arequipa, fue presidente del Comité de Lucha en Defensa de los Intereses de Arequipa en defensa del medio ambiente.
En el año 2008 fue representante electo de los residentes peruanos en el Consejo de Consulta del Consulado Peruano en Madrid mientras realizaba sus estudios en dicho país.

## Vida política
Desde muy niño perteneció al Partido Aprista Peruano, donde se inscribió a los trece años y a los quince conforma el Comando Escolar Aprista. 
Fue dirigente departamental y secretario general del Comité Metropolitano de Arequipa.
En el año 2002 gana las elecciones municipales y es elegido como alcalde de la Provincia de Arequipa para el periodo 2003- 2006, impulsó la construcción de importantes obras de infraestructura vial, obras de agua y saneamiento público para los sectores más pobres de Arequipa, especialmente en el cono norte de la ciudad, construyó la nueva sede administrativa de la Municipalidad de Arequipa, impulsó la recuperación del centro histórico de la ciudad, realizó actividades de promoción turística de Arequipa a nivel nacional e internacional. Fortaleció la cooperación internacional, propicio la obtención del “ovalo al minero”, a través de marchas de protesta en defensa del medio ambiente, con lo que se está construyendo la Planta de Agua Potable La Tomilla II entre otras obras de desarrollo en la Región, convocó un frente macro regional de alcaldes para exigir la construcción de la Carretera Interoceánica del Sur en el año 2004.
Lideró en el Referéndum para la conformación de regiones del año 2005 la integración Macroregional del Sur, logrando el triunfo en Arequipa del “SI”. En el año 2005 asume el liderazgo nacional de una corriente contestataria a la cúpula del Partido Aprista encabezada por Alan Gárcia Pérez, por lo que es impedido de postular a la reelección a la alcaldía de Arequipa y luego lo apartan del Partido Aprista. Es Presidente-Fundador del Movimiento Arequipa Primero que en las elecciones de octubre del 2010 lo lleva como candidato a la Presidencia del Gobierno Regional de Arequipa, no teniendo éxito en su intento. Luego de haber participado como invitado politico en procesos electorales, volvió al Partido Aprista Peruano convocado por distinguidos militantes y personalidades apristas.